# Une fille qui promet
Pour plus de détails, voir Fiche technique et Distribution.
Une fille qui promet (The Girl Most Likely) est un film américain réalisé par Mitchell Leisen et sorti en 1958.
Remake du film de 1941 Tom, Dick and Harry, c'est le dernier film produit par RKO Radio Pictures, et le dernier film réalisé par Mitchell Leisen. 

## Synopsis
Dodie vit chez ses parents et rêve d'épouser un millionnaire. Chez lui en Californie, au bord de l'océan, son petit ami Buzz est un modeste agent immobilier. Il propose le mariage et elle accepte, mais confie à sa copine Marge qu'elle a des doutes.
Un yacht arrive, appartenant au riche Neil Patterson, ce qui donne vie aux fantasmes de Dodie. Elle plonge dans l'eau et nage à sa rencontre. Quand il lui propose un rendez-vous, Dodie est aux anges, jusqu'à ce qu'elle apprenne que l'homme n'est pas du tout Neil mais Pete, son mécanicien.
Il ne faut pas longtemps avant que Pete soit séduit et fasse sa déclaration. Il exaspère également Buzz en faisant semblant d'acheter une maison et en y amenant Dodie en tant que fiancée.

## Fiche technique
- Titre : Une fille qui promet
- Titre original : The Girl Most Likely
- Réalisation : Mitchell Leisen
- Scénario : Paul Jarrico, Devery Freeman
- Producteur : Stanley Rubin
- Photographie : Robert H. Planck
- Montage : Doane Harrison, Harry Marker
- Musique : Nelson Riddle, Bob Russell, Hugh Martin, Ralph Blane
- Chorégraphie : Gower Champion
- Genre : Comédie musicale, comédie romantique[3]
- Production : RKO Radio Pictures
- Distributeur : Universal Pictures
- Durée : 98 minutes
- Date de sortie : 
  - États-Unis : février 1958

## Distribution
- Jane Powell (VF : Nadine Alari) : Dodie
- Cliff Robertson (VF : Michel Roux) : Pete
- Keith Andes (VF : Marc Cassot) : Neil Patterson, Jr.
- Kaye Ballard : Marge
- Tommy Noonan : Buzz
- Una Merkel : la mère
- Kelly Brown : Sam Kelsey
- Judy Nugent : Pauline
- Frank Cady : Pop
- Joseph Kearns : M. Schlom, directeur de la banque
- Harvey Evans (non crédité) : un danseur